# Elche CF
Elche Club de Fútbol, S.A.D. (Valenciaans: Elx Club de Futbol, S.A.D.) is een Spaanse voetbalclub uit Elx. De club is opgericht in 1923 en het thuisstadion is het Estadio Manuel Martínez Valero.

## Geschiedenis
Elche CF speelde 21 seizoenen in de Primera División, waar de hoogste klassificering een vijfde plaats in seizoen 63-64 is, en was in 1969 verliezend finalist in de Copa del Rey. In 2013 werd de club kampioen van de Segunda División A en keerde terug naar de Primera División. Hoewel de club in het seizoen 2014/15 op een dertiende plek eindigde, werd ze voor het volgende jaar teruggezet naar het tweede niveau van Spanje. Tevens kreeg de club een boete van 180 000 euro. Dit omdat de club voor het tweede jaar op rij niet aan afspraken met de Spaanse belastingdienst voldeed.
Ondanks het feit dat de start van het seizoen 2016-2017 nog behoorlijk was, werd het einde ervan een verschrikking waardoor het behoud niet behaald werd. Zo speelde de ploeg vanaf seizoen 2017-2018 in de Segunda División B. Tijdens dit eerste seizoen op het derde niveau werd de ploeg derde en kon langs de play-offs de terugkeer naar de Segunda División A afdwingen. Het tweede seizoen 2019-2020 zou een speciale ontknoping hebben door de coronapandemie. Tijdens de laatste speeldag was Elche in strijd met CF Fuenlabrada, maar de ploeg uit Madrid verloor de laatste wedstrijd tegen degradant Deportivo La Coruña en zo eindigde Elche op de zesde plaats, net genoeg om zich te plaatsen voor de eindronde. De beide rondes verliepen gelijkaardig. Zowel de derde gerangschikte Real Zaragoza als de vijfde gerangschikte Girona FC werden uitgeschakeld door eerst een 0-0 thuiswedstrijd en een 0-1 uitoverwinning met een doelpunt op het einde van de wedstrijd. Zo keerde de ploeg dankzij Pacheta na vijf jaar weer terug naar het hoogste niveau van het Spaanse voetbal.

## Eindklasseringen
- 1940 7e
Segunda División
- 1941 1e
Tercera División
- 1942 6e
Segunda División
- 1943 6e
Segunda División
- 1944 1e
Tercera División
- 1945 1e
Tercera División
- 1946 2e
Tercera División
- 1947 2e
Tercera División
- 1948 1e
Tercera División
- 1949 2e
Tercera División
- 1950 14e
Segunda División
- 1951 6e
Tercera División
- 1952 13e
Tercera División
- 1953 16e
Tercera División
- 1954 3e
Tercera División
- 1955 1e
Tercera División
- 1956 3e
Tercera División
- 1957 1e
Tercera División
- 1958 1e
Tercera División
- 1959 1e
Segunda División
- 1960 10e
Primera División
- 1961 14e
Primera División
- 1962 8e
Primera División
- 1963 8e
Primera División
- 1964 5e
Primera División
- 1965 8e
Primera División
- 1966 6e
Primera División
- 1967 9e
Primera División
- 1968 11e
Primera División
- 1969 9e
Primera División
- 1970 11e
Primera División
- 1971 15e
Primera División
- 1972 4e
Segunda División
- 1973 2e
Segunda División
- 1974 14e
Primera División
- 1975 8e
Primera División
- 1976 15e
Primera División
- 1977 11e
Primera División
- 1978 17e
Primera División
- 1979 5e
Segunda División
- 1980 4e
Segunda División
- 1981 4e
Segunda División
- 1982 4e
Segunda División
- 1983 7e
Segunda División
- 1984 5e
Segunda División
- 1985 17e
Primera División
- 1986 4e
Segunda División
- 1987 4e
Segunda División
- 1988 2e
Segunda División
- 1989 20e
Primera División
- 1990 14e
Segunda División
- 1991 17e
Segunda División
- 1992 4e
Segunda División B
- 1993 3e
Segunda División B
- 1994 12e
Segunda División B
- 1995 6e
Segunda División B
- 1996 3e
Segunda División B
- 1997 2e
Segunda División B
- 1998 19e
Segunda División
- 1999 3e
Segunda División B
- 2000 15e
Segunda División
- 2001 18e
Segunda División
- 2002 5e
Segunda División
- 2003 16e
Segunda División
- 2004 14e
Segunda División
- 2005 10e
Segunda División
- 2006 14e
Segunda División
- 2007 10e
Segunda División
- 2008 10e
Segunda División
- 2009 12e
Segunda División
- 2010 6e
Segunda División
- 2011 4e
Segunda División
- 2012 11e
Segunda División
- 2013 1e
Segunda División
- 2014 16e
Primera División
- 2015 13e
Primera División
- 2016 11e
Segunda División
- 2017 21e
Segunda División
- 2018 3e
Segunda División B
- 2019 11e
Segunda División
- 2020 6e
Segunda División
- 2021 17e
Primera División
- 2022 13e
Primera División
- 2023 20e
Primera División
- 2024 11e
Segunda División
- 2025 2e
Segunda División

- Primera División
- Segunda División
- Segunda División B
- Tercera Federación

## Bekende (oud-)spelers

#### Belgen
- Fernand Goyvaerts
- () Gaby Mudingayi

#### Nederlanders
- Berry Powel
- Garry Mendes Rodrigues

#### Spanjaarden
- Sergio Aragoneses
- Juan Manuel Asensi
- Quique Medina
- César Rodríguez
- Sergio Santamaría
- Dani Tortolero

#### Overig
- Ioan Andone
- Marc Bernaus
- Willy Caballero
- Moha El Yaagoubi
- Ben Iroha
- Eulogio Martínez
- Mazinho
- Cayetano Ré
- Przemysław Tytoń
- Vavá